# ريبيكا إيفانز
ريبيكا إيفانز (بالإنجليزية: Rebecca Evans)‏ (و. 1976  م) هي سياسية من المملكة المتحدة، وويلز، هي عضوةٌ حزب العمال.

## مناصب
تولت منصب Minister for Finance and Trefnydd ‏ (منذ 13 ديسمبر 2018)
- Minister for Housing and Regeneration ‏ (3 نوفمبر 2017–12 ديسمبر 2018)[4]
- Minister for Social Services & Public Health ‏ (19 مايو 2016–3 نوفمبر 2017)[5]
- عضو الجمعية الوطنية الويلزية الخامسة ‏ (منذ 5 مايو 2016)
- عضو الجمعية الوطنية الويلزية الرابعة ‏ (5 مايو 2011–6 أبريل 2016).

## التعليم
تعلمت في جامعة ليدز، وكلية سيدني ساسكس ‏.